# 蚁花
蚁花（学名：Mezzettiopsis creaghii）是番荔枝科澄广花属的植物。分布于印度尼西亚以及中国大陆的云南、广东等地，生长于海拔500米至1,200米的地区，常生于山地林中，目前尚未由人工引种栽培。